# Здание Академии Российской
Здание Академии Российской — памятник архитектуры. Расположен в Санкт-Петербурге, современный адрес дома — 1-я линия Васильевского острова, 52.
С середины XVIII века участок был занят Ботаническим садом Академии наук (на сдаваемой в аренду принадлежавшей Карлу фон Бреверну территории, который он получил в наследство от генерала Бона) и московским архиерейским подворьем. В 1800 году территорию передали Российской Академии, и с 1802 года началось строительство нового здания по проекту А. А. Михайлова 2-го.
Использована характерная для русского классицизма начала XIX века схема со стоящим по красной линии главным зданием и двумя флигелями. Основной корпус был достроен в 1804 году, он был двухэтажным на высоких подвалах, центральная часть выделена четырьмя пилястрами и фронтоном. В центре второго этажа расположен конференц-зал, на первом этаже была квартира секретаря, боковые помещения занимали библиотека и приёмная секретаря. На фронтоне были размещены статуи.
Боковые двухэтажные флигеля соединены с основным корпусом воротами, были достроены в 1811—1814 годах по проекту и под наблюдением В. П. Стасова, который также изменил вид главного корпуса. Во дворе Стасов построил полукруглый корпус для конюшен, соединённый с флигелями главного здания колоннадами. В 1819 году конюшни надстроили и поместили в доме типографию Академии.
В 1840-е годы Российская академия была объединена с Академией наук, здание было перестроено Х. Ф. Мейером и передано Императорской римско-католической духовной академии. Разрывы между главным зданием и флигелями были застроены, над боковыми частями центрального корпуса построен третий этаж, во дворе была сделана пристройка для католической каплицы Св. Иоанна Кантия, работавшей до 1920 года.
Сохранилась изначальная отделка вестибюля парадной лестницы с колоннами дорического ордера и лепнина главного зала 1840-х годов.
В 1918—1941 годах в здании был Эстляндский рабочий университет и Областной учительский институт. После войны здание заняли факультеты Педагогического института им. А. И. Герцена.